# クウス
クウス英語: Qus, アラビア語: قوص, アラビア語エジプト方言発音: [Kuus]）は、エジプトのケナ県の都市である。ケーネ、ケナー、ケイナ、キナ、キーナ、キナー、ゲナ、エナなどとも。英語: Qus, qus, qoos, gos 。
ファーティマ朝のオマリ・モスクがあり、ファラオの記念碑があり、ファラオによって設立されたミイラ寺院があり、有名な人物、工場、企業があり、アズハル・モスクの様式で建てられました。ファラオの記念碑がいくつかあります.

## 地理

ケナ県の位置 (21)

## ファラオのクスの効果

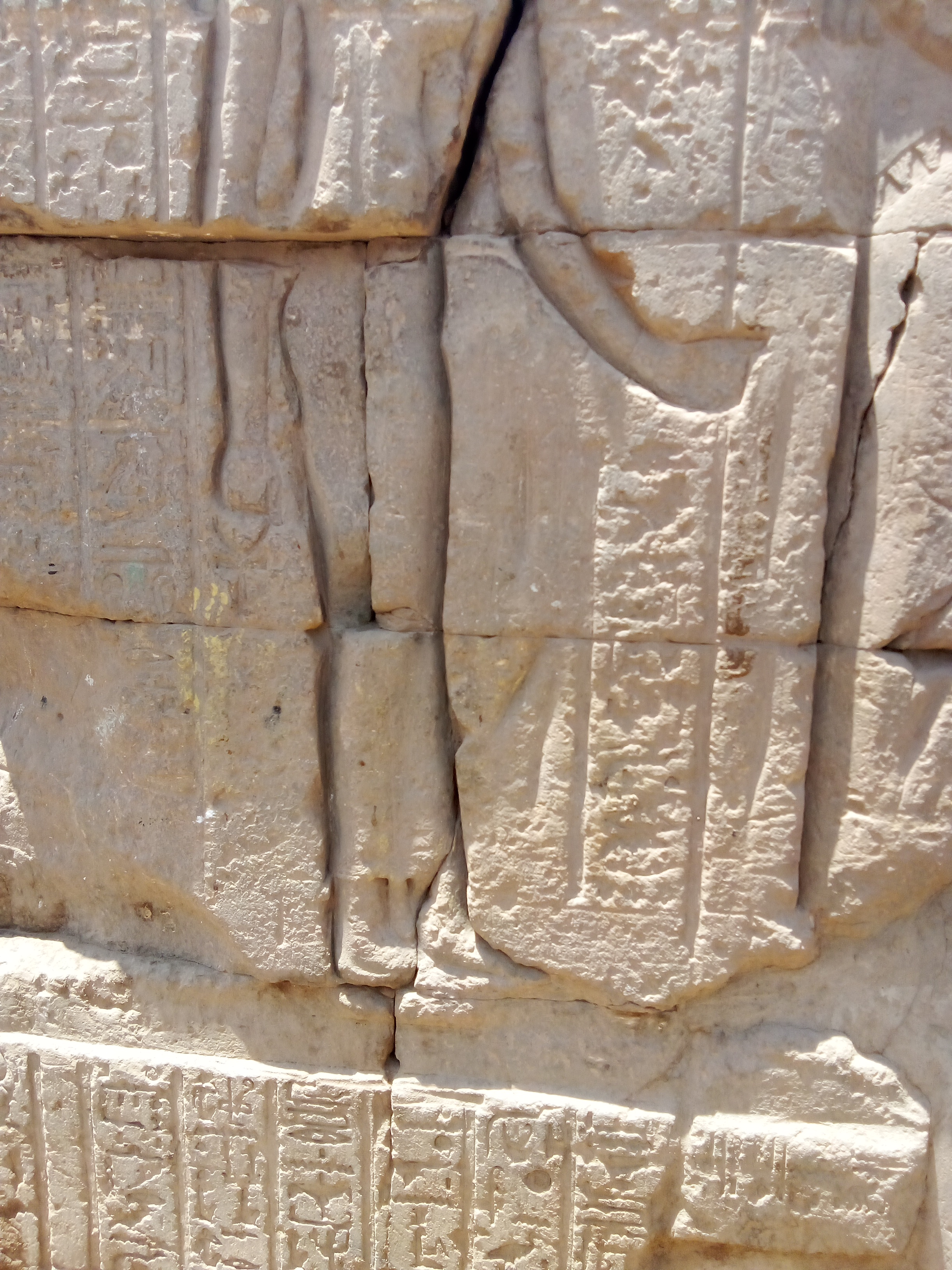
プトレマイオス 10 世の墓

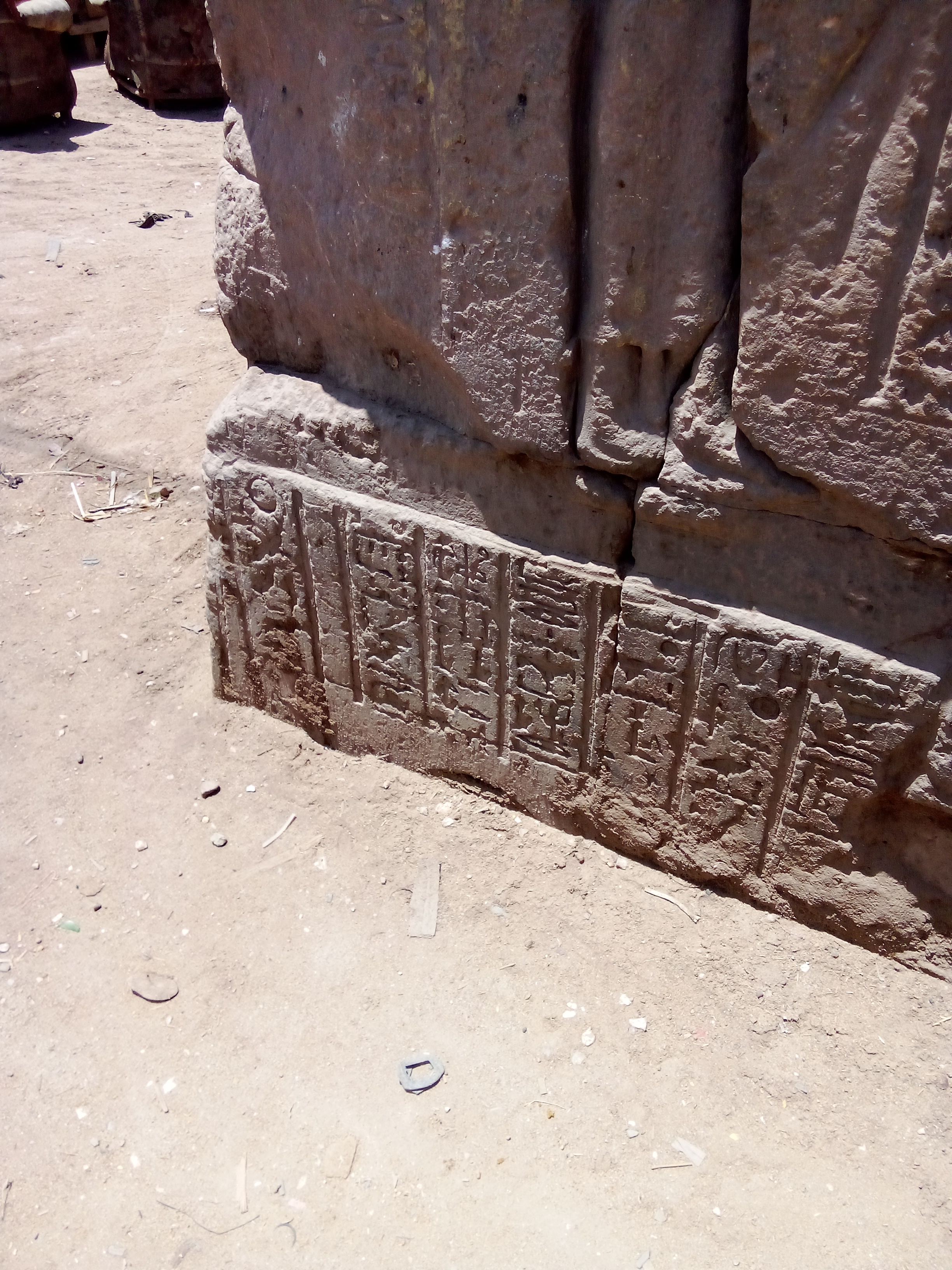
プトレマイオス 10 世の墓、右側、アル・アガ社の隣、アル・オマリ・モスクの後ろ

## 脚注

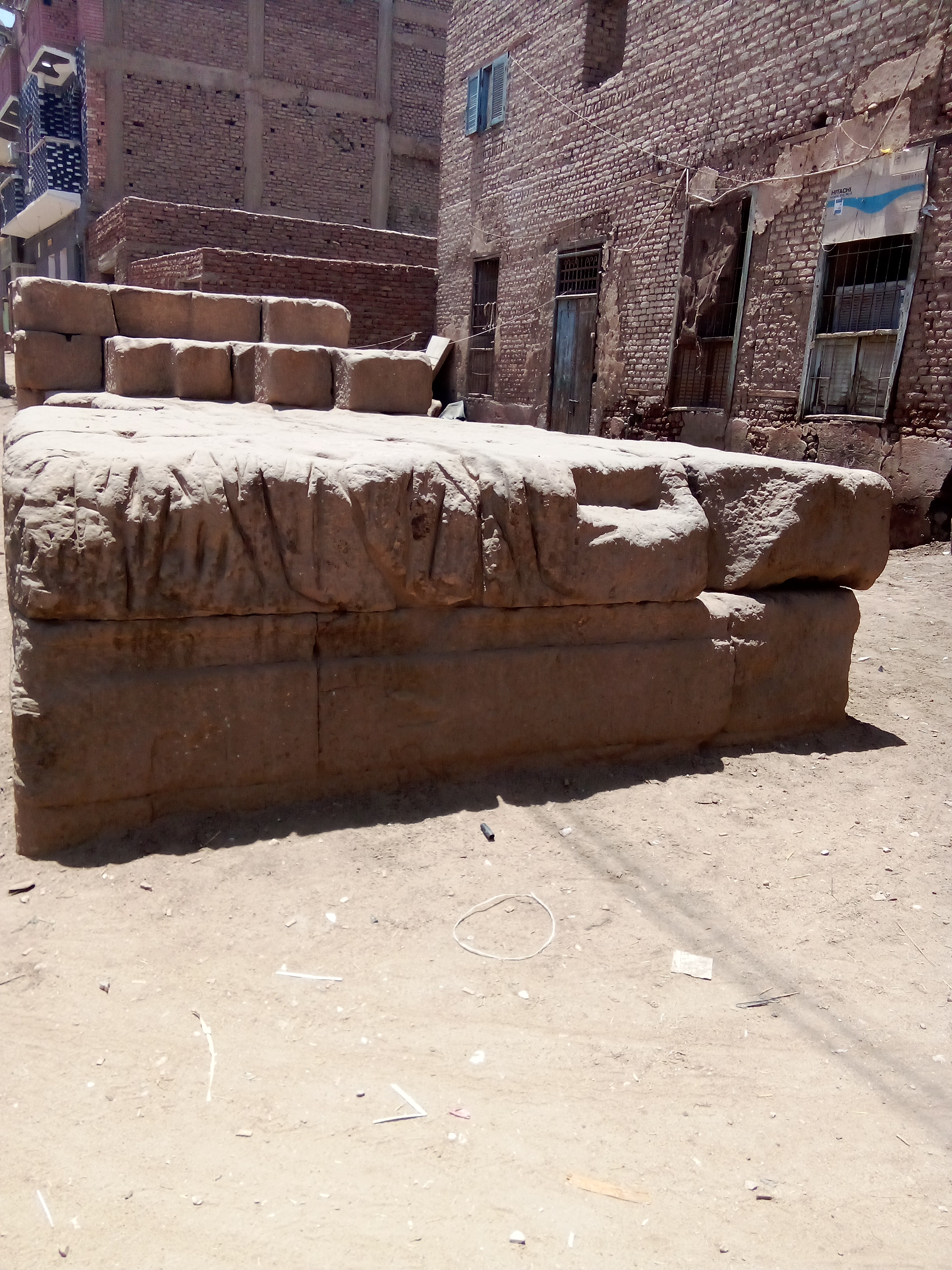
プトレマイオス 10 世の墓、右側、アル・アガ社の隣、アル・オマリ・モスクの後ろ

## クスの有名人

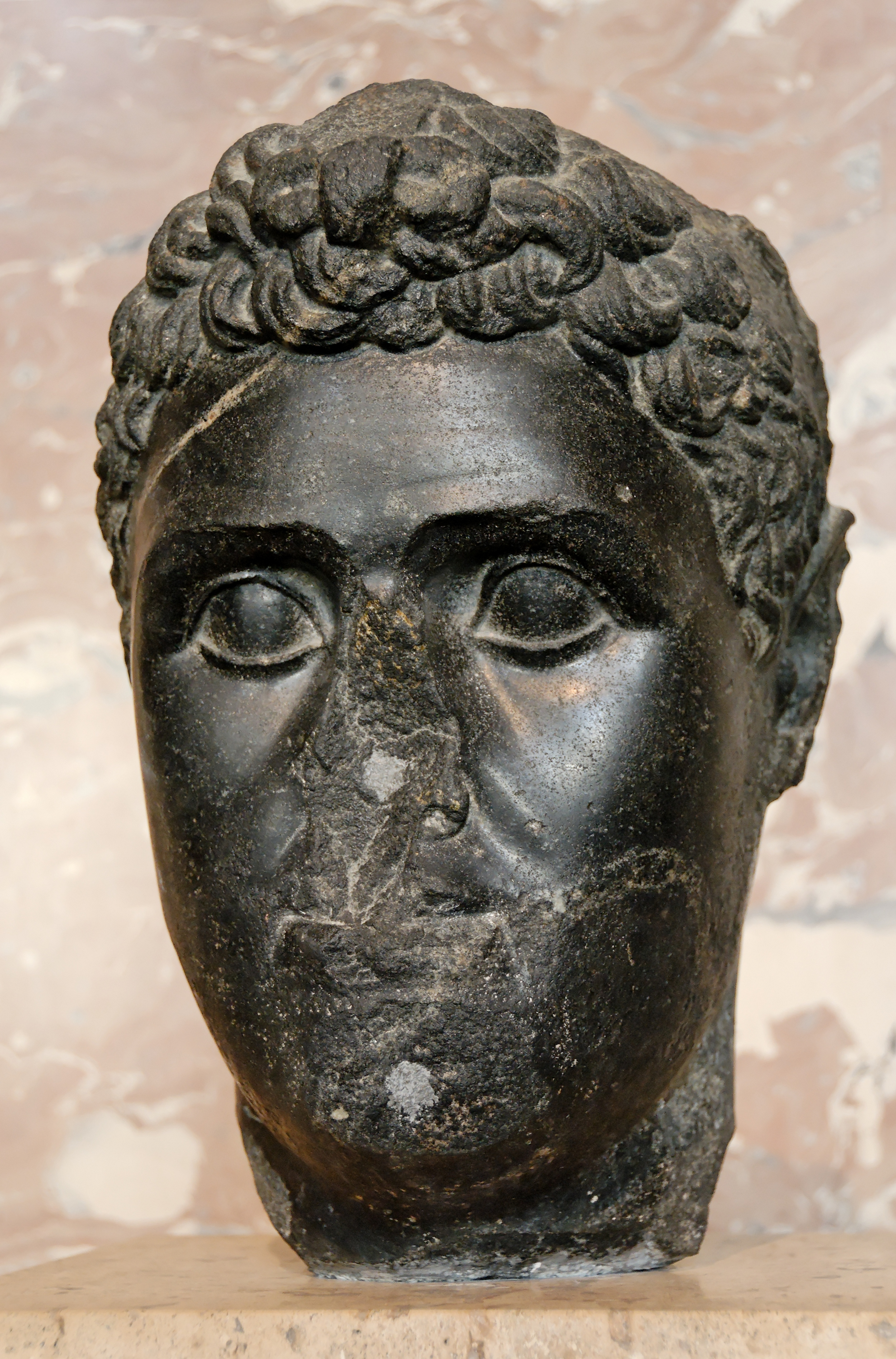
プトレマイオス10世

1. ファラオ
2. イード粉の息子
3. バハ アル ズハイル
4. オマリのモスク
5. プトレマイオ
6. ス10世

工場や会社
1. クウス製糖工場
2. 紙パルプ工場